# Фэннинг, Эрик
Эрик Кеннет Фэннинг (англ. Eric Kenneth Fanning; род. 2 июля 1968, Каламазу, Мичиган, США) — американский государственный и военный деятель, министр армии США (2016—2017).

## Биография
В 1990 году окончил Дартмутский колледж. В 1990-х годах работал в комитете Палаты представителей США по вооружённым силам и секретариате министра обороны.
В 2001—2006 годах — в руководстве исследовательской организации «Представители бизнеса за национальную безопасность» (оказывает экспертную поддержку правительству со стороны бизнеса в области обороны и безопасности). Был ответственным за международные программы и региональные офисы. На этом посту он побывал более чем в 30 странах, в Африке, на Ближнем Востоке, в Европе, в частности, совершил несколько поездок в Ирак и Афганистан.
В 2008—2009 годах — заместитель директора комиссии Конгресса по предотвращению распространения оружия массового уничтожения и борьбе с терроризмом.
С 2009 года — заместитель начальника административного управления военно-морского министерства.
С 2013 года — заместитель министра военно-воздушных сил, начальник административного управления министерства военно-воздушных сил, исполняющий обязанности министра ВВС. Под его надзором был годовой бюджет ВВС в размере более 110 млрд долларов.
С 2015 года — начальник штаба министра обороны США, заместитель министра армии США, начальник административного управления министерства армии.
С мая 2016 по 20 января 2017 — министр сухопутных войск (армии). Утверждён на посту единогласным решением Сената по представлению президента Барака Обамы. По словам Обамы, Фэннинг обладает многолетним опытом и исключительными лидерскими качествами.
Был в руководстве ЛГБТ-организации Gay & Lesbian Victory Fund, целью которой является увеличить представительство открытых геев в органах власти. По состоянию на май 2016 года является самым высокопоставленным открытым геем в американском военном ведомстве. Пресса отмечает, что столь высокий пост открытый гей занял спустя пять лет после отмены закона «Не спрашивай, не говори».